# Cardiocondyla britteni
Cardiocondyla britteni é uma espécie de formiga do gênero Cardiocondyla, pertencente à subfamília Myrmicinae.